# Битти, Бесси
Элизабет Мэри «Бесси» Битти (англ. Elizabeth Mary «Bessie» Beatty; 27 января 1886, Лос-Анджелес — 6 апреля 1947, Нью-Йорк) — американская журналистка, автор передовых статей в газетах, драматург и радиоведущая.

## Биография
Родилась 27 января 1886 года в Лос-Анджелесе в семье ирландских иммигрантов Томаса и Джейн Боксвэлл Битти. В детстве с целью передачи средств в местное отделение Красного Креста организовала в Лонг-Бич представление для детей, задействовав в качестве исполнителей ролей своих родных братьев и сестёр. Поступила в Оксидентал колледж, но не окончила его.
Ей удавалось совмещать учёбу в колледже с написанием статей в «Лос Анджелес Геральд». В 1907—1917 годах вела регулярную колонку «На полях» (англ. On the Margin) в газете «Сан-Франциско Бюллетин». Занимаясь написанием статей о шахтёрском восстании в Неваде, подготовила и выпустила биографический справочник «Кто есть кто в Неваде» (англ. «Who’s Who in Nevada»).
В течение практически всей своей жизни проработала независимой журналисткой. В 1918—1921 годах вела регулярную колонку в первом глянцевом женском журнале США «МакКолз». Являлась президентом первого американского ПЕН-клуба. В 1932 году её пьесу «Джембори» (англ. «Jamboree»), написанную в соавторстве с Джеком Блэком, поставили, исключив ряд длинных сцен, на Бродвее. В 1940—1947 годах работала ведущей в одной из популярных радиопередач Нью-Йорка. В 1942 году в журнале «Time» была названа «Миссис Всезнайкой» (англ. «Mrs. Know-it-all»). В годы Второй мировой войны на средства с передачи приобрела облигаций военного займа на сумму более 300 тысяч долларов. В 1943 году удостоилась ежегодной радиопремии Международной женской художественно-промышленной выставки.

## В России
В 1917 году вместе с Ритой Дорр, Альбертом Вильямсом, Луизой Брайант и Джоном Ридом посетила РСФСР. Брала интервью у Льва Троцкого, с которым познакомилась при содействии А. Гумберга, и у военнослужащих женских батальонов смерти, произведших своими храбростью и мужеством на неё огромное впечатление.
Была рекомендована вниманию В. И. Ленина Л. К. Мартенсом. Секретарь Ленина Л. А. Фотиева писала Мартенсу, что его отзыв о Битти «резко расходится с отзывом Чичерина, который считает, что приезд ее ничего, кроме вреда, не принесет». Несмотря на это, Битти неоднократно встречалась с Лениным; в последний раз беседовала с ним вместе с Дж. Ридом и Л. Брайант во время выступления А. Р. Вильямса перед отправляющимися на фронт добровольцами. Собиралась снимать фильм о России, но до отъезда из страны в феврале 1918 года своего намерения так и не осуществила.
В 1918 году вышла её книга «Красное сердце России» (англ. «The Red Heart of Russia»). Находясь в Советской России, она писала: «Мне удалось застать удивительное время и осознать всё его величие».
В 1921 году снова приезжала в Россию, совершила поездку по голодающим губерниям Поволжья вместе с Михаилом Ивановичем Калининым на пароходе «Сарапулец». Делала снимки и писала репортажи для американских журналов с призывом о помощи голодающим.

## Политическая деятельность
Принимала участие в функционировании феминистской организации «Гетеродоксия». В 1912 году под воздействием роста суфражистских настроений в Калифорнии написана памфлет «Политграмота для современного избирателя» (англ. «A Political Primer for the New Voter»). В 1919 году выступила в Сенате свидетелем на рассмотрении дела о «большевистской пропаганде».

## Личная жизнь

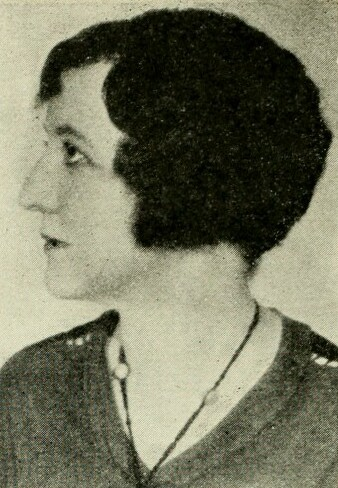
1927

В 1926 году вышла замуж за Уильяма Саутера, с которым первоначально проживала в Лос-Анджелесе, а затем с ним перебралась в Нью-Йорк. О её жёсткошёрстных терьерах Бидди и Терри неустанно шла речь в его радиопередачах, и они получали даже письма от поклонников. Умерла от внезапного сердечного приступа 6 апреля 1947 года. На следующий день на радио была выпущена передача, целиком посвящённая ей жизни и деятельности.

## Экранизации
- «Правду! Ничего кроме правды!» Д. Н. Аль. На сцене Большого драматического театра им. Г. А. Товстоногова Бесси Битти сыграла народная артистка СССР Макарова Людмила Иосифовна.
- Во второй серии «Я видел рождение нового мира» фильма Сергей Бондарчука «Красные колокола» роль журналистки исполнила Мирдза Мартинсоне.